# Lycée mixte de Tampere
Le lycée mixte de Tampere (finnois : Tampereen yhteiskoulun lukio, sigle TYK) est un lycée du quartier de Kaakinmaa à Tampere en Finlande,.

## Présentation
Les bâtiments du lycée sont situés au centre de Hallituskatu, près du centre de Tampere.
Le lycée mixte de Tampere est une école secondaire privée fondée en 1895.
L'école mixte de Tampere a été rebaptisée école secondaire mixte de Tampere en 1949. Depuis la réforme de l'école de 1976, l'école a continué à fonctionner en tant que lycée privé. 

## Architecture
L'école fonctionnait initialement dans la maison de A. Lehtonen, rue Mustalahdenkatu 33. 
L'année suivante, l'école loue la maison du charpentier Davidson, rue Satamakatu 15. 
Après son installation dans des locaux loués,  l’école a été en mesure de construire son propre bâtiment en pierre en 1901 entre Hämeenakatu et Hallituskatu. 
Le nouveau bâtiment de l’école est si spacieux qu’il sera possible de loger un nombre croissant d’élèves pendant près de six décennies.
Durant l’année scolaire 1958-1959, un bâtiment annexe s’est élevé au nord de l’ancienne école,. 
Entre 1979 et 1980, l'infirmerie et la cantine sont construits dans le sous-sol. Un studio de théâtre est construit dans le grenier en 1987.
En 2009, la fondation du lycée mixte a acheté le bâtiment Tylli de l'ancien lycée réel de Tampere.

## Anciens élèves
- Salla Simukka, écrivain
- Risto Korhonen, acteur
- Waltteri Torikka, artiste lyrique
- Sinikka Nopola, écrivain
- Tiina Nopola, écrivain
- Vilja-Tuulia Huotarinen, écrivain
- Emmi Itäranta, écrivain
- Erika Vikman, chanteuse,
- Ronja Alatalo, acteur
- Noora Hautakangas, Miss Suomi
- Atte Reunanen, acteur
- Eemu Korpela, acteur
- Eemeli Sutelainen, acteur
- Elisar Riddelin, violoniste
- Maria Ylipää, actrice
- Markus Järvenpää, acteur
- Joonas Nordman, acteur
- Teija Sopanen, Miss Suomi
- Arttu Soilumo, acteur
- Eva Adamson, actrice
- Tiia Vanhatapio, couturière